# Röberstift
Das Röberstift ist ein villenartiges Jugendstilwohnhaus im Stadtzentrum von Eilenburg mit der Anschrift Samuelisdamm 10. Es wurde in den Jahren 1906 und 1907 als Städtisches Bürgerasyl nach Plänen des Stadtbaumeisters Otto Lemke errichtet. Im Laufe der Zeit diente es auch als Sitzungsort der Stadtverordnetenversammlung, Sitz des Stadtarchivs, Mietshaus und Seniorenwohnheim. Das Röberstift ist ein eingetragenes Kulturdenkmal in der Denkmalliste des Landesamtes für Denkmalpflege Sachsen.

## Lage
Das Röberstift liegt in Keillage zwischen den Straßen Samuelisdamm und Wilhelm-Raabe-Straße im südöstlichen Stadtzentrum von Eilenburg. Es ist Teil einer Stadterweiterung vom Anfang des 20. Jahrhunderts. Das ursprünglich vor den Stadtmauern gelegene Areal diente der Schweinehaltung und trug daher den Namen Sauschwemme. Im Verlauf des Samuelisdamms befand sich eine Deichanlage, die die Altstadt vor Überschwemmung durch Hochwasser der Mulde schützte. Mit dem Bau eines neuen Damms im Verlauf der heutigen Friedrich-Ebert-Straße im Jahr 1898 wurde das Gebiet der Muldeaue abgetrotzt und konnte als neues Stadtviertel erschlossen werden. Das Umfeld ist geprägt von repräsentativen Wohnbauten aus den 1900er bis 1920er Jahren und dem vis-à-vis gelegenen Realgymnasium (heute Sitz der Volkshochschule) von 1906.

## Geschichte

Bauzeichnung des Röberstifts mit der Signatur Otto Lemkes (1906)

Im Jahr 1870 hinterließ der wohlhabende Eilenburger Bankier Ferdinand Röber († 4. April 1870), da er keine Nachkommen oder nahen Verwandten hatte, sein gesamtes Vermögen der Stadt Eilenburg, die das Geld zunächst gut verzinst anlegte. Am 11. September 1905 fasste der Eilenburger Stadtrat den Beschluss, aus den Zinsen des ererbten Vermögens ein städtisches Bürgerasyl zu errichten. Mit der Planung wurde der amtierende Stadtbaurat Otto Lemke betraut, der für die Bauausführung Kosten in Höhe von 80.000 Mark veranschlagte. Anfang Juli 1906 wurde mit dem Bau begonnen. Die Wahl fiel auf ein exponiertes Grundstück am Rande der Altstadt in unmittelbarer Nachbarschaft des ebenfalls nach Plänen Lemkes errichteten Realgymnasiums (1904–1906), dessen Bau gerade abgeschlossen worden war. Die Gründung des Bauwerks stellte sich aufgrund des hohen Grundwasserspiegels in der ehemaligen Muldenaue als schwierig heraus. Daher wurde eine 0,8 Meter dicke Grundplatte aus Beton gegossen, die an den Rändern mit Eisen bewehrt wurde. Auf diese wiederum setzte das Fundament aus Pfeilern und Erdbögen auf. Nachdem am 1. März 1907 durch den Magistrat das Ortsstatut für die „Röberstiftung“ erlassen wurde, folgte am 15. Mai dieses Jahres die feierliche Einweihung des Bürgerasyls. Die Gesamtbaukosten einschließlich dem Gartenbau und der Einfriedung wurden mit rund 84.500 Mark leicht überschritten. Das Haus verfügte neben Wohnungen über einen zentralen Versammlungsraum, einen Speise- und Gartensaal im Untergeschoss, Bäder, Waschküchen und eine Hausmeisterwohnung.
Das Röberstift war von Beginn an als Alterswohnheim für wohlhabende Eilenburger Bürger geplant. Daneben erfüllte das Gebäude später weitere Aufgaben. So war es 1918 erstmals Sitzungsort der Eilenburger Stadtverordnetenversammlung. 1925 tagte dort auch die Interessengemeinschaft für den Bau der Bahnstrecke Eilenburg–Bitterfeld mit dem Ergebnis einer Neubearbeitung des Projektes durch den Landeshauptmann in Merseburg. Im Zweiten Weltkrieg blieb das Gebäude wie auch die umliegenden Bauten weitgehend unversehrt. Das Gebäude diente dem Stadtrat in der Nachkriegszeit als ausschließliche Tagungsstätte, nachdem das Rathaus durch amerikanische Artillerie völlig zerstört wurde. Da unter der sowjetischen Besatzung die Röberstiftung 1945 aufgelöst wurde, war die ursprüngliche Bestimmung des Röberstifts obsolet geworden. Stattdessen waren im Haus nun Mietwohnungen eingerichtet worden. Während der DDR-Zeit war dort auch der Standort des Eilenburger Stadtarchivs. Im Zuge damaliger Instandhaltungsarbeiten ging der äußerliche Bauschmuck verloren. Nach der Wende blieben Unterhaltungsmaßnahmen von Seiten der Stadt aus. 1998 zogen die letzten Mieter aus und das Röberstift war dem Verfall und Vandalismus preisgegeben. Der im selben Jahr erfolgte Verkauf an einen Bauträger aus Nordrhein-Westfalen blieb zunächst folgenlos. Nach 13 Jahren Leerstand erfolgte 2011 die denkmalgerechte Sanierung des ehemaligen Bürgerasyls und der Umbau zum Seniorenwohnheim.

## Baubeschreibung
Das Röberstift ist ein zeittypischer Bau in Jugendstilformen. Er ist als viergeschossiger Putzbau angelegt und besitzt eine Klinkerverkleidung im – wegen der komplizierten Bodensituation hoch gelegenen – Untergeschoss. Die symmetrische Fassade verfügt über zwei Seitenrisalite, die mit je einem Zwerchhaus im Walmdach aufgehen. Die Mittelachse ist geprägt von zwei hohen sich über zwei Etagen erstreckenden Fenstern mit Bleiglasscheiben im Inneren. Den Fenstern vorgelagert befindet sich ein verputzter Söller, unter dem der Haupteingang liegt. Ursprünglich war hier eine Veranda, die auf einem vierbogigen Altan aufbaute und von einem Walm bedacht wurde.

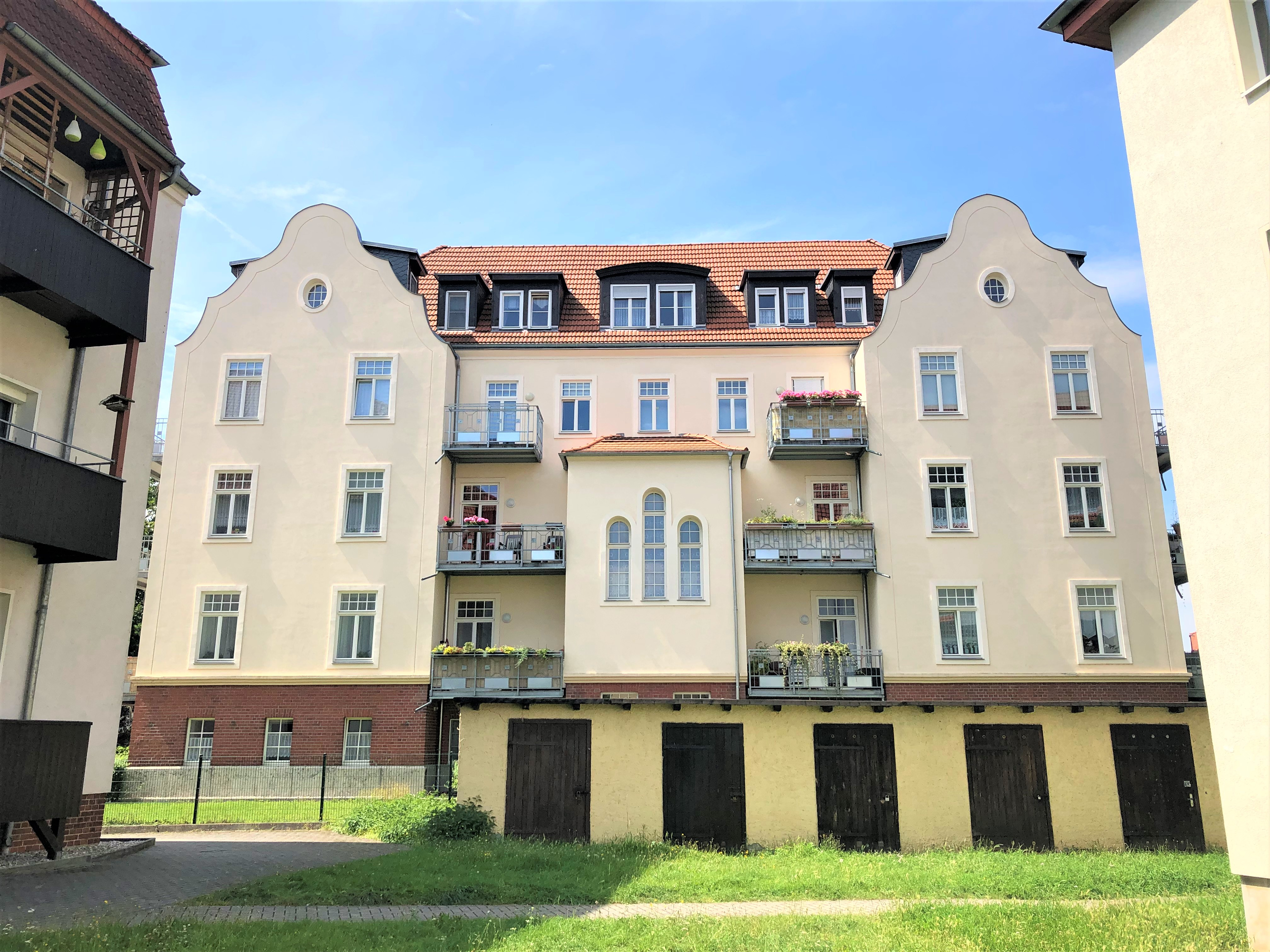
Rückwärtige Fassade vom Innenhof der benachbarten Mietshaussiedlung (2021)
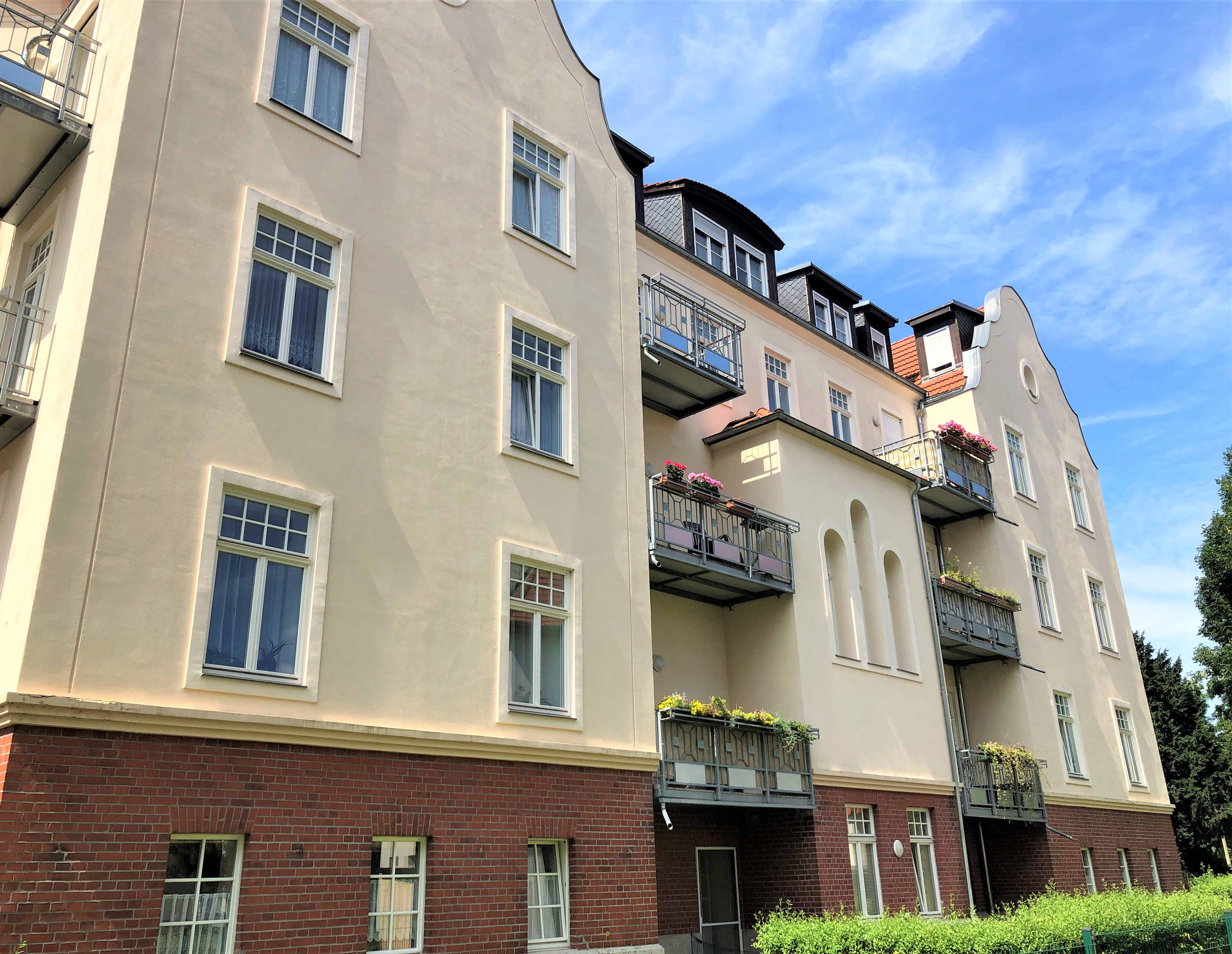
Nahansicht der Rückseite (2021)
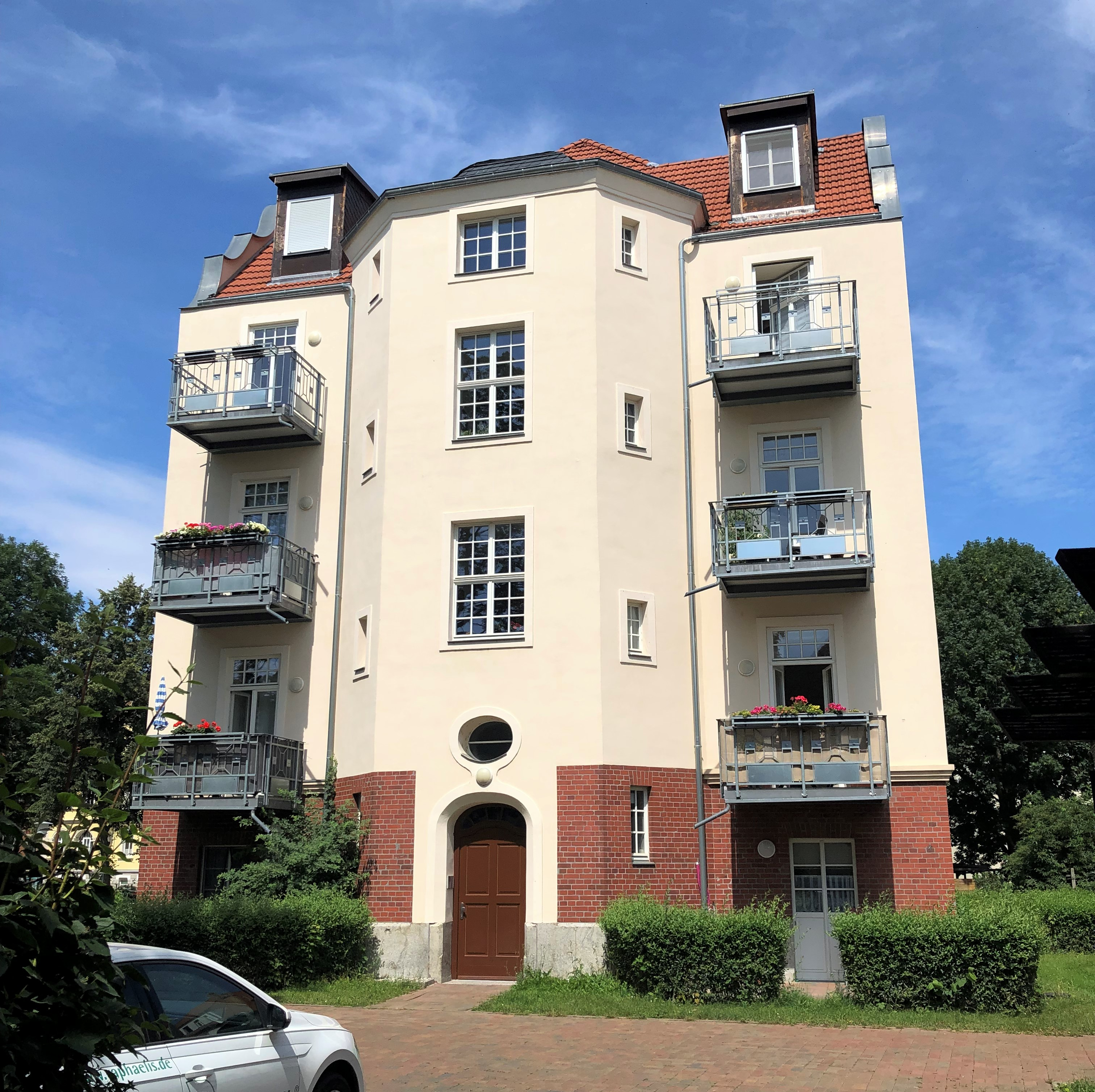
Das südliche Treppenhaus (2021)

Zu beiden Gebäudeseiten befinden sich die Eingänge zu den Treppenhäusern, die je durch einen Risalit hervorgehoben sind. Auf der Gebäuderückseite befinden sich Seitenrisalite gleicher Art wie auf der Schauseite sowie ein niedriger Mittelrisalit, dessen drei Rundbogenfenster dem Haus einen sakralen Charakter verleihen. Im ersten Obergeschoss liegen Balkone, deren originale geschmiedete Gitter bei der letzten Sanierung 2011 verschwanden. Das zweite Obergeschoss war in Sichtfachwerk ausgeführt, ist aber seit der Sanierung wie der Rest der Fassade verputzt. Auch die originalen Fenster gingen 2011 verloren. Die Dachaufbauten in Form von Schleppgauben und zentralen Rundgauben stammen aus dieser Zeit.
Im Inneren verfügt das Röberstift über Wohnungen in allen Geschossen. Diese werden über die seitlichen Treppenhäuser erschlossen. Seit der letzten Sanierung, bei der auch der Zuschnitt verändert wurde, verfügt das Gebäude über 23 Wohneinheiten. Zentral gelegen ist der als Gebets- und Versammlungsraum konzipierte Saal mit einer Grundfläche von rund 67 Quadratmetern. Er erstreckt sich, ablesbar an den hohen Fenstern, über das Erd- und das erste Obergeschoss. Der Saal verfügt über eine Holztäfelung und ursprünglich auch über festeingebaute Sitzbänke. Die Decke ist als Kassettendecke ausgeführt, der Boden ist mit Parkett ausgelegt. Die originale Saalausstattung ging über die Jahre verloren. 2011 wurde der einst umlaufende dekorative Fries unterhalb der Decke mittels Schablonenmalerei wieder aufgetragen. Die Treppenhäuser sind unten in Zement ausgeführt, in den oberen Stockwerken kam Eichenholz zur Ausführung. Im Untergeschoss waren der Korridor, die Bäder und die Küche der Hausmeisterwohnung mit Terrazzo-Fußboden ausgelegt. In den Wohnungen war eine Kieferndielung verlegt.
Der Garten verfügte über eine Einfriedung mit einem Lattenzaun und zwei Ecklauben, die heute durch einen umlaufenden Stabmattenzaun ersetzt ist. Der alte Baumbestand blieb bei der Umgestaltung 2011 erhalten.

## Die „Röberstiftung“
Die Röberstiftung war ein juristisch nicht selbstständiges Sondervermögen der Stadt Eilenburg. Es setzte sich zusammen aus dem Stammkapital aus der Erbschaft des Ferdinand Röber in Höhe von 115.035 Mark, aus dem neuerbauten Bürgerasyl samt dem dazugehörigen Garten sowie dem freien Vermögen, das sich aus den Zinsen und Zinseszinsen des Stammkapitals ergab. Entsprechend dem Testament Röbers war das Stammvermögen nicht anzutasten. Der Bau des Bürgerasyls durfte demnach nur aus dem freien Vermögen erfolgen, wobei davon zunächst jährliche Aufwendungen für den Verschönerungsverein, die Büchsenschützengesellschaft und den Unterhalt der Promenaden in Höhe von 2.400 Mark abzuführen waren. Für die Verwaltung der Stiftung wurde gemäß dem Ortsstatut von 1907 eine Deputation eingesetzt. Die Deputation entschied allein über die Aufnahme in das Asyl. Um dieses „vor dem Charakter eines bloßen Armenhauses zu bewahren“, mussten designierte Bewohner ein pauschales Einkaufsgeld von 500 (Alleinstehende) oder 600 Mark (Ehepaare) entrichten. Die Insassen, die in der Regel bis zu ihrem Ableben im Asyl lebten, verpflichteten sich zudem, ihr gesamtes mitgebrachtes Mobiliar der Stadt zu vermachen. Einkaufsgeld und der Erlös aus dem Verkauf des Mobiliars kamen dem freien Vermögen der Stiftung zugute. Im Gegenzug übernahm die Stadt die Kosten der Beerdigung. Bewohner, die die Anstalt zu Lebzeiten wieder verlassen wollten, hatten kein Anrecht, ihre eingebrachten Werte zurückzuerhalten. Wohnungen wurden nur vergeben, wenn sie frei waren; eine Warteliste gab es nicht.